# Frans de Munck
Frans de Munck (ur. 20 sierpnia 1922 w Goes, zm. 24 grudnia 2010 w Arnhem) – piłkarz holenderski grający na pozycji bramkarza. W swojej karierze rozegrał 31 meczów w reprezentacji Holandii.

## Kariera klubowa
Swoją karierę piłkarską de Munck rozpoczął w klubie Sittardse Boys. Zadebiutował w nim w 1945 roku. W 1950 roku odszedł do niemieckiego 1. FC Köln. W sezonie 1953/1954 dotarł z Köln do finału Pucharu Niemiec, w którym klub z Kolonii przegrał 0:1 po dogrywce z VfB Stuttgart.
W 1954 roku de Munck wrócił do Holandii i przez trzy sezony występował w klubie Fortuna '54 z miasta Sittard. W 1957 roku zdobył z nim Puchar Holandii. Latem 1957 odszedł do DOS Utrecht. Zadebiutował w nim 25 sierpnia 1957 w zremisowanym 4:4 wyjazdowym meczu z Feyenoordem. W sezonie 1957/1958 wywalczył z nim mistrzostwo Holandii.
W latach 1961–1964 de Munck występował w BV Veendam. Z kolei w sezonie 1964/1965 był zawodnikiem klubu SC Cambuur. W sezonie 1965/1966 grał w SBV Vitesse, w którym zakończył swoją karierę.

## Kariera reprezentacyjna
W reprezentacji Holandii de Munck zadebiutował 23 kwietnia 1949 roku w wygranym 4:1 towarzyskim meczu z Francją, rozegranym w Rotterdamie. W latach 1955–1960 był podstawowym bramkarzem kadry narodowej, z którą grał m.in. w eliminacjach do MŚ 1958. Od 1949 do 1960 roku rozegrał w reprezentacji 31 meczów.
| Mecze i gole w reprezentacji | Mecze i gole w reprezentacji | Mecze i gole w reprezentacji | Mecze i gole w reprezentacji | Mecze i gole w reprezentacji | Mecze i gole w reprezentacji | Mecze i gole w reprezentacji |
| #                            | Data                         | Stadion                      | Rywal                        | Wynik                        | Gol                          | Rozgrywki                    |
| 1949                         | 1949                         | 1949                         | 1949                         | 1949                         | 1949                         | 1949                         |
| ---------------------------- | ---------------------------- | ---------------------------- | ---------------------------- | ---------------------------- | ---------------------------- | ---------------------------- |
| 1.                           | 23.04.1949                   | Rotterdam, Holandia          | Francja                      | 4:1                          | 0                            | towarzyski                   |
| 2.                           | 12.06.1949                   | Kopenhaga, Dania             | Dania                        | 2:1                          | 0                            | towarzyski                   |
| 1955                         |                              |                              |                              |                              |                              |                              |
| 3.                           | 13.03.1955                   | Amsterdam, Holandia          | Dania                        | 1:1                          | 0                            | towarzyski                   |
| 4.                           | 03.04.1955                   | Amsterdam, Holandia          | Belgia                       | 1:0                          | 0                            | towarzyski                   |
| 5.                           | 16.10.1955                   | Rotterdam, Holandia          | Belgia                       | 2:2                          | 0                            | towarzyski                   |
| 6.                           | 06.11.1955                   | Amsterdam, Holandia          | Norwegia                     | 3:0                          | 0                            | towarzyski                   |
| 7.                           | 16.11.1955                   | Saarbrücken, Saara           | Protektorat Saary            | 2:1                          | 0                            | towarzyski                   |
| 1956                         |                              |                              |                              |                              |                              |                              |
| 8.                           | 14.03.1956                   | Düsseldorf, RFN              | RFN                          | 2:1                          | 0                            | towarzyski                   |
| 9.                           | 08.04.1956                   | Antwerpia, Belgia            | Belgia                       | 1:0                          | 0                            | towarzyski                   |
| 10.                          | 10.05.1956                   | Rotterdam, Holandia          | Irlandia                     | 1:4                          | 0                            | towarzyski                   |
| 11.                          | 06.06.1956                   | Amsterdam, Holandia          | Protektorat Saary            | 3:2                          | 0                            | towarzyski                   |
| 12.                          | 15.09.1956                   | Lozanna, Szwajcaria          | Szwajcaria                   | 3:2                          | 0                            | towarzyski                   |
| 13.                          | 14.10.1956                   | Antwerpia, Belgia            | Belgia                       | 3:2                          | 0                            | towarzyski                   |
| 1957                         |                              |                              |                              |                              |                              |                              |
| 14.                          | 30.01.1957                   | Madryt, Hiszpania            | Hiszpania                    | 1:5                          | 0                            | towarzyski                   |
| 15.                          | 20.03.1957                   | Rotterdam, Holandia          | Luksemburg                   | 4:1                          | 0                            | el. MŚ 1958                  |
| 16.                          | 03.04.1957                   | Amsterdam, Holandia          | RFN                          | 1:2                          | 0                            | towarzyski                   |
| 17.                          | 11.09.1957                   | Rotterdam, Holandia          | Luksemburg                   | 5:2                          | 0                            | el. MŚ 1958                  |
| 18.                          | 25.09.1957                   | Amsterdam, Holandia          | Austria                      | 1:1                          | 0                            | el. MŚ 1958                  |
| 19.                          | 17.11.1957                   | Rotterdam, Holandia          | Belgia                       | 5:2                          | 0                            | towarzyski                   |
| 1958                         |                              |                              |                              |                              |                              |                              |
| 20.                          | 13.04.1958                   | Antwerpia, Belgia            | Belgia                       | 7:2                          | 0                            | towarzyski                   |
| 21.                          | 04.05.1958                   | Amsterdam, Holandia          | Turcja                       | 1:2                          | 0                            | towarzyski                   |
| 22.                          | 28.05.1958                   | Oslo, Norwegia               | Norwegia                     | 0:0                          | 0                            | towarzyski                   |
| 23.                          | 28.09.1958                   | Antwerpia, Belgia            | Belgia                       | 3:2                          | 0                            | towarzyski                   |
| 24.                          | 15.10.1958                   | Rotterdam, Holandia          | Dania                        | 5:1                          | 0                            | towarzyski                   |
| 25.                          | 02.11.1958                   | Rotterdam, Holandia          | Szwajcaria                   | 2:0                          | 0                            | towarzyski                   |
| 1959                         |                              |                              |                              |                              |                              |                              |
| 26.                          | 19.04.1959                   | Amsterdam, Holandia          | Belgia                       | 2:2                          | 0                            | towarzyski                   |
| 27.                          | 10.05.1959                   | Stambuł, Turcja              | Turcja                       | 0:0                          | 0                            | towarzyski                   |
| 28.                          | 13.05.1959                   | Sofia, Bułgaria              | Bułgaria                     | 2:3                          | 0                            | towarzyski                   |
| 29.                          | 27.05.1959                   | Amsterdam, Holandia          | Szkocja                      | 1:2                          | 0                            | towarzyski                   |
| 1960                         |                              |                              |                              |                              |                              |                              |
| 30.                          | 03.04.1960                   | Amsterdam, Holandia          | Bułgaria                     | 4:2                          | 0                            | towarzyski                   |
| 31.                          | 24.04.1960                   | Antwerpia, Belgia            | Belgia                       | 1:2                          | 0                            | towarzyski                   |

## Kariera trenerska
Po zakończeniu kariery piłkarskiej de Munck został trenerem. Prowadził takie kluby jak: SBV Vitesse, Club Brugge i Lierse SK. W sezonach 1969/1970 i 1970/1971 wywalczył z Brugge dwa wicemistrzostwa kraju. W 1970 roku doprowadził też ten klub do zdobycia Pucharu Belgii.